# Happening
Happening (palabra inglesa que significa acontecimiento, ocurrencia, suceso) es toda experiencia que parte de la ecuación provocación-participación-improvisación. Tiene su origen en la década de 1950 y se considera una manifestación artística multidisciplinaria. 
En un principio, el happening artístico fue una tentativa de producir una obra de arte que naciese del acto a organizar y con la participación de los espectadores (que abandonasen así su posición de sujetos pasivos y se liberasen a través de la expresión emotiva y la representación colectiva). Aunque es común confundir el happening con la llamada acción artística, el primero difiere de la segunda en la improvisación.
Como manifestación artística múltiple que pretende la participación espontánea del público, suele ser efímero. Por este motivo, suelen presentarse en lugares públicos, irrumpiendo en la cotidianidad. 

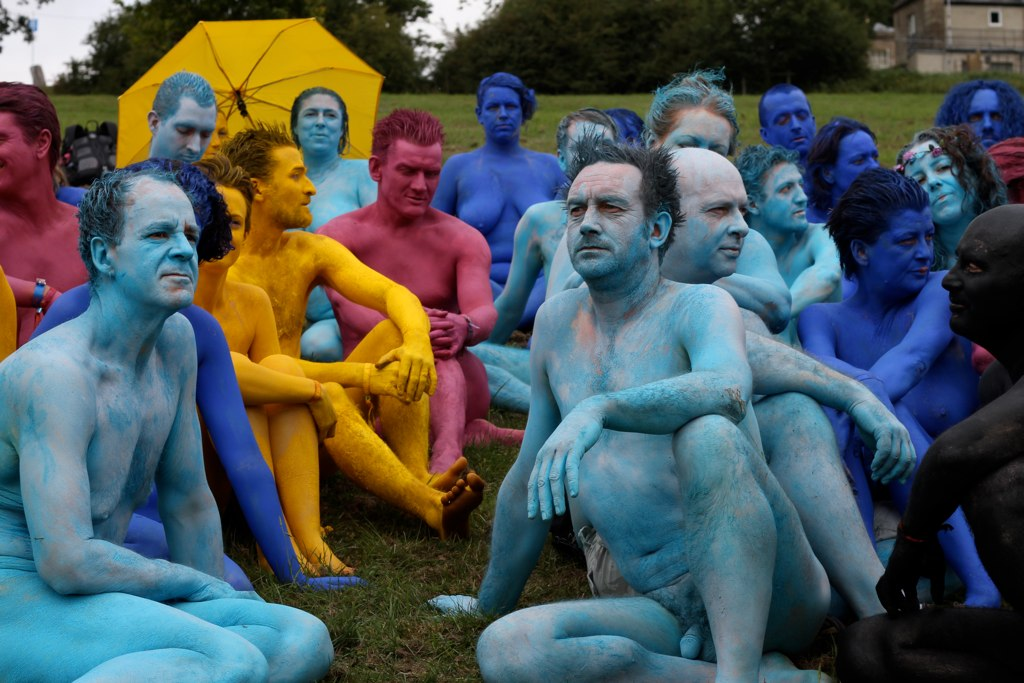
Ejemplo de una colorista "instalación artística" de Spencer Tunick.

## Precedentes históricos

### En Estados Unidos
El happening se manifestó en Estados Unidos, Holanda, España y Alemania. Los analistas y teóricos del fenómeno suelen coincidir en fijar sus orígenes en las investigaciones de una suma de artistas. Así se cita la Theater Piece Nº 1, concierto promovido en 1952 por John Cage en el Black Mountain College, con la participación de un pintor llamado Robert Rauschenberg, un coreógrafo (Merce Cunningham), un poeta (Charles Olsen) y un pianista (David Tudor). El propio Cage definió el suceso como reunión de «acontecimientos teatrales sin guion o trama». Otras fuentes conceden a un alumno de John Cage, Allan Kaprow, la paternidad de tal frase como organizador en abril de 1957 de un pícnic artístico improvisado. Sea como fuera, en enero de 1958 la definición de Cage-Kaprow fue recogida en Antologist, la revista estudiantil de la Rutgers University, y se generalizó su empleo en EE. UU. y en otros países. El bautismo oficial se le atribuye a Jack Kerouac, que llamó a Kaprow el hombre happening tras presenciar en 1959 la puesta en escena en la Reuben Gallery de 18 Happenings in 6 Parts.

### Otras posibles bases
Alejandro Jodorowsky realizó actos efímeros en Chile entre 1948 y 1953 y efímeros pánicos en Francia y México entre 1960 y 1967. Suelen ser considerados precedentes del happening.
También se han citado como ejemplos, las acciones del grupo Gutai, en Japón a partir de 1955; de Joseph Beuys y Wolf Vostell, en Alemania; y representantes del arte corporal europeo como Gina Pane, Michell Journiac y Hermann Nitsch.
En Holanda, al inicio de la década del 60, las improvisaciones de los provos en las plazas de Ámsterdam podrían calificarse como happenings, con claros precedentes en montajes de los vanguardistas de los felices años veinte, muchos de ellos vinculados al surrealismo y, sobre todo, al dadaísmo. Así, por ejemplo, las exhibiciones no convencionales realizadas en el Cabaret Voltaire por Richard Huelsenbeck o Tristan Tzara, entre otros.
En España, algunas obras escritas por el poeta Joan Brossa hacia 1946, y bautizadas por él mismo como acciones espectáculo, podrían considerarse también como precedentes del fenómeno del happening como "poesía escénica" o literatura visual de provocación.
Wolf Vostell realiza su primer happening en Europa, en 1958: Das Theater ist auf der Straße (El teatro está en la calle) realizado en París, seguido de Cityrama en 1961, realizado en Colonia.

## Elhappeningen Alemania
En los años 60, se manifestó en la que entonces era la República Federal de Alemania un movimiento cultural e intelectual de carácter transgresor y revolucionario, cuyos exponentes más carismáticos y comprometidos fueron personalidades artísticas como Joseph Beuys, Wolf Vostell y el artista de origen coreano Nam June Paik. Fue en Colonia donde se vivió con más intensidad la conmoción que supuso para el arte la aparición de este movimiento. 
Los aspectos provocativos del happening y el ataque frontal contra los valores que representaban el milagro económico alemán de la posguerra apuntaban hacia una agudización de la conciencia crítica del público, evocando sensaciones y vivencias desconocidas y marginadas. Los happenings crearon por su motivación provocadora una expresión artística crítica del orden establecido que, en muy poco tiempo, ganó una multitud de adeptos entusiastas.
La estrategia que perseguían los artistas con ellos era esbozar un retrato de la sociedad de manera marcadamente purista, mostrando su cruda realidad sin tapujos con el fin de poder ampliar la visión y las expectativas del público, polarizando su atención, apelando a su conciencia, agudizando los sentidos, estructurando su estado emocional y, a la postre, 
conseguir que el público presente no se evadiera de la vida cotidiana durante la acción. 

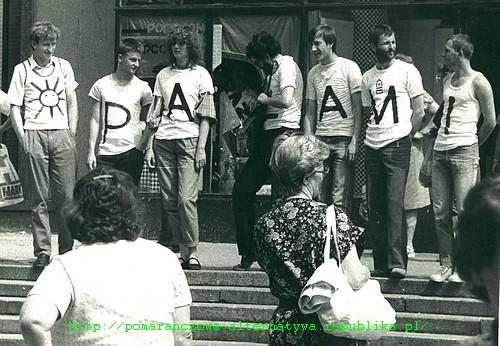
Happening ecologista del grupo Alternativa naranja en una calle de Breslavia (Polonia), en julio de 1988.

La extravagancia, una originalidad especial, las referencias y percepciones políticas y sociológicas y dotes visionarias, casi proféticas, fueron ingredientes con los que Wolf Vostell componía sus happenings. Aquellos acontecimientos absolutamente insondables que absorbían todos los sentidos, junto a la dedicación eufórica y el compromiso férreo de los corifeos de esa revolución artística, Joseph Beuys y Wolf Vostell, resultaban inaceptables para los amantes del arte en aquel tiempo.
Del mismo modo que durante la época de la Ilustración se entendía la naturaleza a través de la razón, así los activistas artísticos de los happenings estaban convencidos de que la mera participación del público en estos acontecimientos los ayudaba a perfeccionarse y a inspirarse en recursos propios de su creatividad. 
En el Happening 24 horas, Wolf Vostell se dedicó a lanzar doscientas bombillas contra una vidriera de plexiglás montada como barrera entre él y el público, destrozó juguetes bélicos a martillazos, y clavó alfileres en trozos de carne cruda.
En muchas ocasiones, se malinterpretaba y criticaba esa afición de los artistas por darles a los bienes de consumo un carácter ajeno a la realidad, por considerar que se trataba de un despilfarro inútil. El público se veía expuesto a esas escenificaciones viscerales de manera muy directa y buscaba un punto de apoyo. Ese equilibrio lo encontraba en su soberanía personal.
Se pretendía que los participantes en aquellos acontecimientos reflexionaran sobre su conciencia, definieran sus cualidades positivas y sus virtudes, captaran la esencia de los elementos vitales y experimentaran su vida como arte en el más puro de los sentidos.
El happening es utilizado como argumento en la defensa de los protagonistas de la novela Ende einer Dienstfahrt (1966), de Heinrich Böll, amigo de Joseph Beuys.

## Crítica y evolución
El happening ha pasado a tener un carácter paradójico: si bien la intención planteada teóricamente y en sus orígenes es la de la participación activa de los espectadores para librarlos de la masificación, suele verse actualmente un resultado completamente opuesto al enunciado; en efecto, muchos de los happenings terminan siendo un espectáculo más de la llamada cultura de masas. Los teóricos sitúan su continuidad en el teatro invisible o en la acción artística.

## Véase también

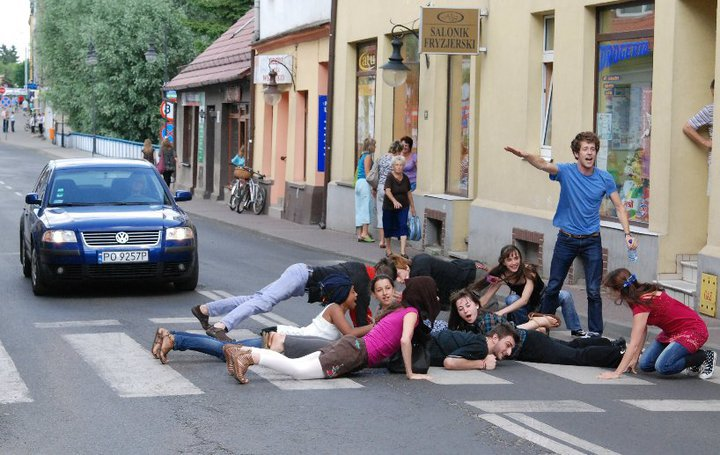
Happening, según el colectivo búlgaro Alma Alter.

## Literatura
- Allan Kaprow, Happenings in the New York Scene. Art News, May, 1961
- Jürgen Becker und Wolf Vostell, Happenings, Fluxus, Pop Art, Nouveau Réalisme. Eine Dokumentation. Rowohlt Verlag, Reinbek 1965.
- Michael Kirby, Happenings: An Illustrated Anthology. E. P. Dutton & Co., Inc., New York, 1965.
- Allan Kaprow, Assemblage, Environments and Happenings, 1966.
- Wolf Vostell. Happening und Leben. Luchterhand Verlag, 1970
- Happening & Fluxus. Materialien zusammengestellt von Hans Sohm, Kölnischer Kunstverein, 1970.
- Happening. Die Geschichte einer Bewegung. Materialien zusammengestellt von Hans Sohm, Kölnischer Kunstverein, 1970.
- Wolf Vostell, Aktionen, Happenings und Demonstrationen seit 1965. Rowohlt Verlag, Reinbek 1970, ISBN 3-498-07053-3.
- Rainer K. Wick, Zur Theorie des Happenings. Kunstforum International, 8-9, 1973.
- Happening de Happenings y todo es Happening. Joan Illa Morell, Colección Granollers Happening, 1976.
- Mariellen R. Sandford, Happenings and Other Acts. Routldge, 1995, ISBN 0-415-09936-6.
- Susan Sontag, Contra la interpretación. 1996, Madrid, Alfaguara, ISBN 84-2042-859-8.
- Joan M. Marter, Simon Anderson, Off Limits: Rutgers University and the Avant-Garde, 1957-1963, Rutgers University Press, 1999, ISBN 0-8135-2610-8.
- Simposio Happening, Fluxus y otros comportamientos artísticos de la segunda mitad del siglo XX. Cáceres, 1999, Editorial Regional de Extremadura, ISBN 84-7671-607-9.
- 10 Happenings de Wolf Vostell. José Antonio Agúndez García, Editora Regional de Extremadura, 2001, ISBN 84-7671-510-2.
- Geoffrey Hendricks, Critical Mass: Happenings, Fluxus, Performance, Intermedia and Rutgers University, 1958-1972. New Brunswick, N.J., Mason Gross Art Galleries, Rutgers University, 2003.
- Philip Ursprung: Grenzen der Kunst. Allan Kaprow und das Happening. Schreiber, Múnich, 2003, ISBN 3-88960-046-8.
- Jeff Kelley, Childsplay. The Art of Allan Kaprow. University of California Press, Berkeley, 2004, ISBN 0-520-23671-8.
- Kurt Holl, Claudia Glunz, 1968 am Rhein: Satisfaction und Ruhender Verkehr. 2007, ISBN 978-3-932050-11-4.
- Karsten Arnold, Günter Herzog u. a.: sediment. Mitteilungen zur Geschichte des Kunsthandels / Wolf Vostell. auf Straßen und Plätzen durch die Galerien: Mitteilungen zur Geschichte des Kunsthandels. Zentralarchiv des internationalen Kunsthandels, Zadik: Heft 14/2007. Verlag für Moderne Kunst, Nürnberg 2007, ISBN 978-3-939738-61-9.
- Les Happenings de Jean-Jacques Lebel. Sous la direction d'Androula Michaël, Paris, Hazan, 2009.
- Das Theater ist auf der Straße, Die Happenings von Wolf Vostell. Museum Morsbroich Leverkusen. Kerber Verlag, 2010, ISBN 978-3-86678-431-4.
- Nie wieder störungsfrei! Aachen Avantgarde seit 1964, Kerber Verlag, 2011, ISBN 978-3-86678-602-8.
- Klaus Gereon Beuckers: Dé-coll/age und Happening. Studien zum Werk von Wolf Vostell. Ludwig, Kiel 2012, ISBN 978-3-86935-145-2.
- Marlen Vogel, Das illusorische Theater und die Kunstbewegungen Happening und Fluxus. 2013, ISBN 978-3-638-67102-6.
- Beuys Brock Vostell. Aktion Demonstration Partizipation 1949-1983. ZKM - Zentrum für Kunst und Medientechnologie, Hatje Cantz, Karlsruhe, 2014, ISBN 978-3-7757-3864-4.